# Catalina Montes
Catalina Montes Mozo (Valladolid, 1929-ibídem, 5 de abril de 2011) fue una profesora española, catedrática de Filología Inglesa del Departamento de Lengua y Literatura y Literatura Norteamericana de la Universidad de Salamanca.

## Biografía
Hermana de Segundo Montes, uno de los jesuitas asesinados en 1989 en la Universidad Centroamericana (UCA) de El Salvador, en 1990 promovió junto a su hermana Cristina un proyecto en su memoria, con el objetivo de dar refugio a las víctimas de la guerra civil de El Salvador. 
Asimismo, y también en memoria de sus hermanos Segundo y Santiago, en 1994 impulsó en Valladolid la Fundación Segundo y Santiago Montes, que aúna su labor de difusión cultural y concienciación social y que prosigue la labor llevada a cabo por Segundo en la región salvadoreña de Morazán. Más de 12 000 personas se han beneficiado de su labor social, basada en la construcción de viviendas, escuelas, hospitales, campos de deporte, instalación de alumbrado y abastecimiento de agua potable. En la ciudad creada, que recibió el nombre de Segundo Montes, ya hay 1.500 casas, 600 de ellas construidas gracias a la Fundación.

## Premios
- Premio Castilla y León de Valores Humanos (2005)
- Premio Diálogo (2011)[3]

## Obras
Fue autora de 15 libros sobre temas como literatura, filología o solidaridad, así como de un libro de poesía (Lágrimas), que se publicó con posterioridad a su muerte.